# На самом дне (фильм, 1970)
«На самом дне» / «Глубина» (англ. Deep End) — второй англоязычный фильм Ежи Сколимовского, снятый в 1970 году и длительное время считавшийся утраченным. Впервые фильм был показан на Венецианском кинофестивале в сентябре 1970 года. Перевыпущен компанией Bavaria Film International в 2009 году. Главные роли в кинофильме исполнили Джейн Эшер и Джон Молдер-Браун. Музыка Кэта Стивенса и группы «Can» .

## Сюжет
15-летний подросток Майк устраивается на работу в лондонскую общественную баню и практически сразу влюбляется в свою коллегу, 22-летнюю рыжеволосую красавицу Сьюзан. Вскоре Майк узнаёт, что Сьюзан не только флиртует с мужчинами-посетителями, но, даже будучи обручена с одним молодым человеком, одновременно крутит роман с бывшим школьным учителем физкультуры Майка. Майк начинает преследовать Сьюзан, пытаясь помешать её отношениям, однако она всё держит под контролем и ловко манипулирует его чувствами, что в конечном счёте приводит к трагедии.

## В ролях
- Джон Молдер-Браун — Майки
- Джейн Эшер — Сьюзен
- Карл Михаэль Фоглер[нем.] — Учитель физкультуры
- Кристофер Санфорд (англ. Christopher Sandford) — Жених
- Диана Дорс — Первая клиентка Майка
- Эрика Беер[нем.] — Кассирша
- Луиза Мартини — Проститутка
- Ежи Сколимовский — Пассажир метро, читающий «Трибуна люду»

## Номинации
1971 — Премия BAFTA за лучшую женскую роль второго плана — Джейн Эшер

## Критика
- Weedman, Christopher. Optimism Unfulfilled: Jerzy Skolimowski’s Deep End and the «Swinging Sixties» // Senses of Cinema. 2009. № 51.